# هزارویک شب برتون

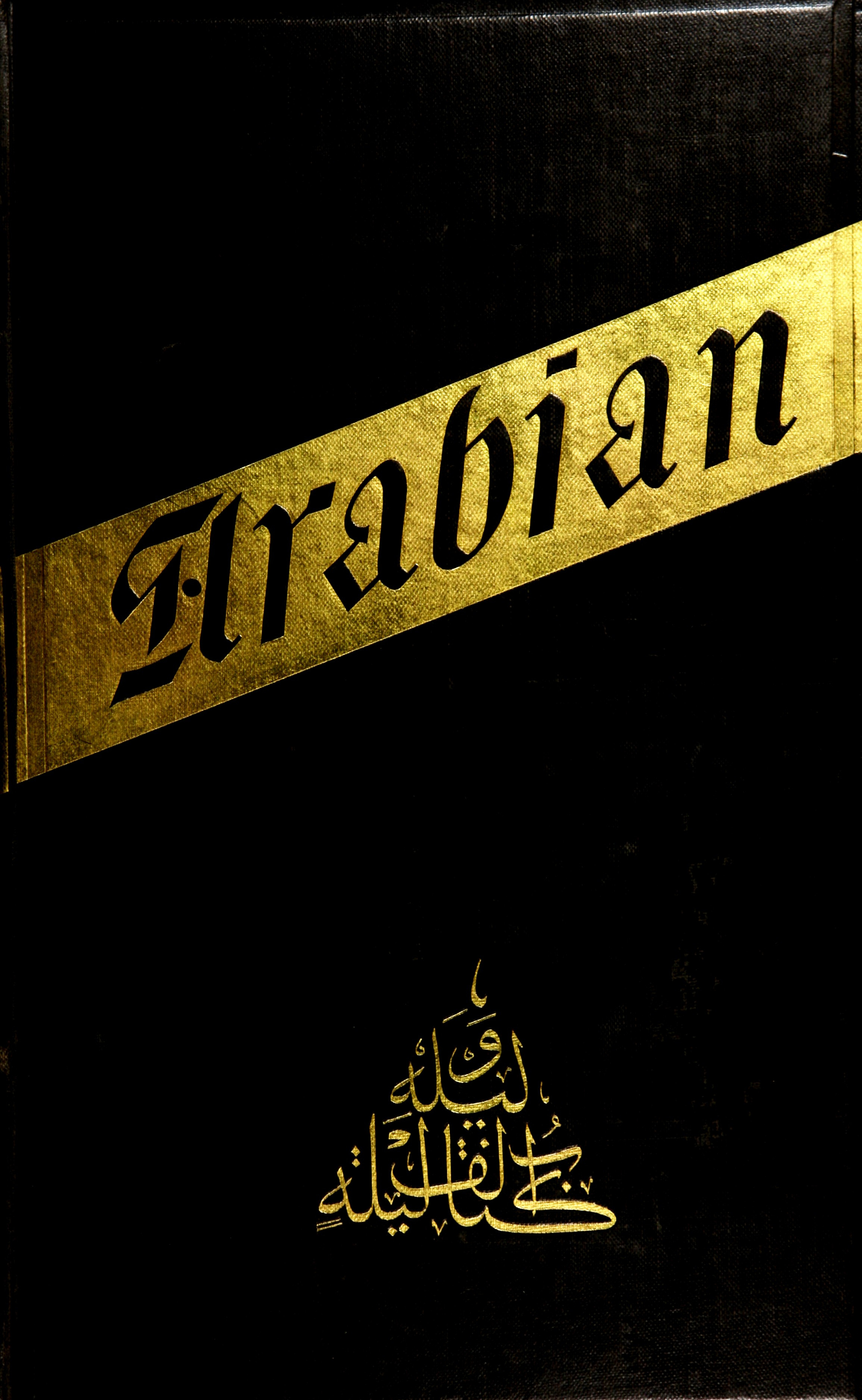
جلد کتاب هزار شب و یک شب (کارماشاستر، 1885)

هزارویک شبِ برتون ترجمهٔ انگلیسیِ ریچارد فرانسیس برتون است از کتابِ هزارویک شب که در ده جلد در سالِ ۱۸۸۵ منتشر شد و شش جلد دیگر از ۱۸۸۶ تا ۱۸۸۸ به آن افزوده شد.